# Селецькі (малоросійське дворянство)
Селецькі (рос. Селецкие) — український старшинський, пізніше дворянський рід.

## Походження
Нащадки Василя Семеновича Селецького, сотника Салтиково-Дівицького  (1694, 1711—1714). За службу родина була жалувана помістями в 1708 р.
В Малютинцях поміщик Дмитро Селецький мав чималі володіння: великий, обнесений ровом маєток, що звався Клином. В 1843—1844 роках в Малютинці приїжджав Т. Г. Шевченко в маєток «Отрада» Селецьких, був знайомий з Київським віце-губернатором Петром Селецьким та його сестрою.

## Опис герба
Щит розділений горизонтально на дві частини. З яких у верхньому в блакитному полі позначені золотом дві шестикутні зірки, між якими хрест, під яким півмісяць, а під рога обернені вверх. В нижній частині в червоному полі три річки, позначені сріблом.
Щит увінчаний дворянським нашоломником і короною. Нашоломник: собака, що сидить в золотому ковші, вліво. Намет на щиті червоний, підкладений золотом.
Герб роду Селецьких внесений в Частину III Загального гербовника родів Всеросійської імперії, стр. 108.

## Представники роду
- Лаврентій Селецький (бл. 1732—1789) — малоросійський пошт-директор (1770 — 1782). Онук Василя Селецького;
- Іван Селецький (бл. 1743—1810) — таємний радник, катеринославський губернатор, пізніше новоросійський цивільний губернатор[1];
- Петро Дмитрович Селецький (1821—1880) — таємний радник, київський губернський маршалок, гофмейстер імператорського двору. Правнук Лаврентія Селецького.